# كابري اندرسون
كابري اندرسون (بالإنجليزية: Capri Anderson)‏ ولدت في 30 مارس 1988 هي ممثلة اباحية أمريكية.

## روابط خارجية
- كابري اندرسون على موقع IMDb (الإنجليزية)
- كابري اندرسون على موقع قاعدة بيانات الفيلم (الإنجليزية)